# ترگو (مونتانا)
ترگو (به انگلیسی: Trego) یک محدوده ثبت‌نشده در شهرستان لینکلن ایالت مونتانا کشور ایالات متحده آمریکا است که جمعیت آن در سرشماری سال ۲۰۱۰ میلادی، ۵۴۱ نفر بوده‌است.